# Катастрофа Як-40 в Архангельске
Катастрофа Як-40 в Архангельске — авиационная катастрофа, произошедшая 8 августа 1973 года у Архангельского аэропорта Талаги. Авиалайнер Як-40 Котласского ОАО авиакомпании «Аэрофлот» начал выполнять регулярный внутренний рейс А-547 по маршруту Архангельск — Котлас, но при взлёте у лайнера застопорило руль высоты. Экипаж попытался их расстопорить, но вскоре лайнер выкатился за пределы ВПП, врезался в курсовой радиомаяк и кирпичное здание приводной радиостанции, после чего врезался в бетонную стену и пробежав по болоту, разрушенный лайнер наконец остановился. Из находившихся на его борту 31 человека — 28 пассажиров и 3 членов экипажа, погиб 1 человек, выжили 30, из которых 13 получили ранения.
Согласно результатам расследования, причиной катастрофы явилась возникшая неисправность в руле направления и неправильные действия командира, не предпринявшего мер по обнаружению заклинивания.

## Самолёт
Як-40 с бортовым номером 87790 (заводской — 9110515, серийный — 36-11) был выпущен Саратовским авиационным заводом 21 января 1971 года и передан Министерству гражданской авиации, которое к 4 февраля направило его в Ленинградское управление гражданской авиации. К 1 января 1973 года самолёт был передан в Котласский авиаотряд Архангельского управления гражданской авиации. Всего на момент катастрофы авиалайнер имел 2171 час налёта и 2455 посадок.

## Экипаж
Як-40 пилотировал экипаж из 300-го лётного отряда, в состав которого входили трое человек:
- Командир воздушного судна (КВС) — Евгений Яковлевич Иванов;
- Второй пилот — Генрих Серафимович Левков;
- Бортмеханик — Николай Борисович Попов.

## Катастрофа
8 августа 1973 года Як-40 с бортовым номером СССР-87790 выполнял рейс А-547 из Архангельска в Котлас с 28 пассажирами и 3 членами экипажа. Всего на борту находился 31 человек: 28 пассажиров и 3 членов экипажа.
Погодные условия были относительно простыми. Проверив системы управления по РЛЭ и карте обязательных проверок (согласно пказаниям самого экипажа), пилоты приступили к взлёту по магнитному курсу 262°. Когда скорость дошла до 160 км/ч, командир начал было отрывать переднее шасси от полосы, но понял, что рули высоты не работают. В данной ситуации следовало бы прекращать взлёт, но вместо этого командир велел второму пилоту проверить стопорение рулей, а сам начал пытаться освободить руль высоты от стопора за счёт неоднократных усилий.
Тем временем Як-40 пробежал всю ВПП (2250 м), выехал за её пределы, промчался всю концевую полосу безопасности длиной 400 м, затем выехал на грунт, где после 314 м пробега по кустарникам врезался в антенну курсового радиомаяка и сбил её. Пробежав далее ещё 116 м, авиалайнер врезался левой плоскостью крыла в кирпичное здание приводной радиостанции. От удара стену здания частично разрушило, а саму левую плоскость оторвало. Ещё через 55 м самолёт врезался правой плоскостью крыла и правой частью кабины (вскользь) в бетонный забор изгороди, при этом пилотскую кабину деформировало, а правую плоскость также оторвало. Не останавливаясь, повреждённый Як-40 проехал на шасси ещё 116 м по болоту, и только после этого остановился и загорелся.
В результате деформации кабины погиб второй пилот, а командир и бортмеханик были ранены. Также были ранены ещё 11 пассажиров. Сам самолёт был полностью уничтожен.

## Причины
Стопорение руля высоты на взлёте вследствие возникшей неисправности в электрической системе стопорения РВ. Неправильные действия КВС, не предпринявшего мер к прекращению взлёта после обнаружения заклинивания. Причину срабатывания механизма стопорения установить не представляется возможным.
— 